# 熱帶風暴范斯高 (2007年)
熱帶風暴范斯高 （國際編號：0713，聯合颱風警報中心：15W）是2007年太平洋颱風季第13個被命名的熱帶氣旋。「范斯高」一名由美國提供，是一個男子名。

## 發展過程
一低壓區於9月22日下午在南海上增強為熱帶低氣壓，初時向西至西北偏西移動，翌日下午轉向西至西南偏西移動，並增強為熱帶風暴。當晚，日本氣象廳將熱帶風暴命名其為范斯高。
范斯高於9月24日清晨在香港以南約300公里掠過，當日下午在海南島文昌市附近登陸。范斯高於當日晚上在海南島上減弱為熱帶低氣壓，並轉向西南偏西至西南移動。翌日凌晨橫過北部灣，並轉向西移動。當日下午范斯高轉向西北至西北偏北移動，並在當晚於越南北部沿岸登陸並減弱為一個低壓區。

## 影響

### 中國大陸

#### 海南
一艘漁船於9月24日在海南島海口市附近遇到風浪沉沒，有5名船員失蹤。

### 香港
當地發出之最高熱帶氣旋警告信號： 一號戒備信號
香港天文台於9月23日凌晨2時40分發出一號戒備信號，當時范斯高位於香港東南約400公里。香港天文台總部於當日下午3時51分至4時12分間斷地錄得最低瞬時海平面氣壓1000.5百帕斯卡。范斯高在9月24日上午2時最接近香港，當時范斯高位於香港西南偏南約290公里。當日清晨香港轉吹東風，離岸吹強風，高地風勢間中達烈風程度，早上有狂風驟雨及局部地區有雷暴。中環碼頭於上午4時錄得一小時平均風速達每小時41公里的強風。隨著范斯高遠離香港後風勢緩和，所有熱帶氣旋警告信號在當日上午11時15分取消。范斯高相關連的不穩定天氣在9月25日仍影響華南沿岸地區。

### 澳門
當地懸掛之最高熱帶氣旋信號：  一號風球
澳門地球物理暨氣象局於9月23日上午10時30分懸掛一號風球，直至中午12時，一個熱帶低氣壓正集結於本澳東南約320公里，以時速約12公里向偏西方向移動，大致會趨向海南島及雷州半島一帶。氣象局表示，由於這個熱帶低氣壓的中心風力仍然比較弱，假如短時間內風力無明顯增強，預料今日內改掛更高風球的機會不大，不過氣象局亦預測，這個熱帶低氣壓會在明日較接近本澳，仍然不排除在明日改掛更高風球的可能，亦預料中秋的天氣會多雲有雨。 隨著范斯高遠離，氣象局於翌日中午12時除下所有信號。 

#### 雨量
| 氣象站         | 信號懸掛期間總雨量(毫米) |
| -------------- | ------------------------ |
| 大潭山         | 25.0                     |
| 友誼大穚(南)   |                          |
| 大砲台山       | 31.2                     |
| 孫逸仙紀念公園 | 31.8                     |
| 路環分站       | 42.0                     |
| 九澳           | 30.4                     |
| 污水處理廠     | 30.4                     |
| 西灣大橋       |                          |

## 熱帶氣旋警告使用紀錄

### 香港
| 香港天文台 熱帶氣旋警告信號 | 香港天文台 熱帶氣旋警告信號 | 香港天文台 熱帶氣旋警告信號 |
| --------------------------- | --------------------------- | --------------------------- |
| 上一熱帶氣旋                | 一號戒備信號                | 下一熱帶氣旋                |
| 強烈熱帶風暴帕布            | 一號戒備信號                | 颱風浣熊                    |

### 澳門
| 地球物理暨氣象局 熱帶氣旋信號 | 地球物理暨氣象局 熱帶氣旋信號 | 地球物理暨氣象局 熱帶氣旋信號 |
| ----------------------------- | ----------------------------- | ----------------------------- |
| 上一熱帶氣旋                  | 一號風球                      | 下一熱帶氣旋                  |
| 強烈熱帶風暴帕布              | 一號風球                      | 颱風浣熊                      |

## 外部連結
- （英文）https://web.archive.org/web/20090826230250/http://metocph.nmci.navy.mil/jtwc.php 聯合颱風警報中心首頁
- （日語）http://www.jma.go.jp/jma/index.html （页面存档备份，存于） 日本氣象廳首頁
- （繁體中文）http://www.hko.gov.hk （页面存档备份，存于） 香港天文台首頁
- （繁體中文）http://www.smg.gov.mo （页面存档备份，存于） 澳門地球物理暨氣象局首頁